# Oxytauchira bilobata
Oxytauchira bilobata är en insektsart som beskrevs av Sigfrid Ingrisch 1989. Oxytauchira bilobata ingår i släktet Oxytauchira och familjen gräshoppor. Inga underarter finns listade i Catalogue of Life.